# Polygonia chrysoptera
Polygonia chrysoptera is een vlinder uit de familie Nymphalidae. De wetenschappelijke naam van de soort is voor het eerst geldig gepubliceerd in 1906 door Wright.